# Ignacio Coll Portabella
Ignacio Coll y Portabella (Sevilla, España, 16 de agosto de 1856-Barcelona, España, 24 de agosto de 1943) fue un industrial y financiero español. Está considerado uno de los cien empresarios españoles más importantes del siglo XX por el Círculo de Empresarios.

## Biografía

### Trayectoria empresarial
Nacido en Sevilla, miembro de una familia catalana que regresó a Barcelona cuando aún era niño. Siguiendo los pasos de su padre, propietario de una industria manufacturera, Ignacio Coll Portabella se formó en el sector textil. En 1893, junto a su hermano Pascual, estableció en Barcelona la compañía Coll Hermanos, dedicada a la fabricación de paños de lana. Un año más tarde abrieron una fábrica en Hospitalet de Llobregat, dando el salto a la hilatura de estambre. En 1905 quedó integrada en Sucesora de Quadras y Prim, pasando Ignacio Coll al consejo de esta sociedad.
No tardó en iniciar la diversificación de sus inversiones, más allá del textil, y en 1893 se convirtió en gerente de la Compañía de Cerillas y Fósforos. En 1903 entró como socio en Juan Musolas y Compañía, sociedad en comandita dedicada a la elaboración de cerveza, conocida por la marca La Bohemia, llegando a alcanzar su presidencia. En 1910 la compañía se fusionó con otras cerveceras barcelonesas para crear la Sociedad Anónima Damm. Ignacio Coll, en representación de La Bohemia, fue elegido primer presidente de la nueva compañía. Ocupó el cargo prácticamente sin interrupción hasta muerte en 1943, cuando le sucedió su hijo, Ignacio Coll Castell.
A lo largo de su vida fue también presidente de la Banca Arnús, el Banco Hispano Colonial, la Sociedad General de Aguas de Barcelona, la Compañía de Electricidad y Gas Lebon o La Industrial Hispano Alemana, así como vicepresidente de Ferrocarriles del Norte de España. Fue consejero en CAMPSA, Banco de España, Compañía General de Tabacos de Filipinas, La Maquinista Terrestre y Marítima y Compañía de Seguros La Equitativa, entre otras.

### Vida personal
Coll fue un notable patricio barcelonés. Entre sus donativos a la ciudad destaca una campana del Templo Expiatorio del Sagrado Corazón, en el Tibidabo. Como uno de los mayores contribuyentes de la ciudad fue designado concejal del Ayuntamiento de Barcelona en 1930. Importante propietario de fincas urbanas, destacan la que encargó a Josep Graner i Prat, en la Gran Vía de las Cortes Catalanas, 449-451, y su torre en la Avenida Tibidabo 24-28, obra de Enric Sagnier, que fue escenario de importantes fiestas de la alta burguesía.
Casado con María Asunción Castell Solà, el matrimonio tuvo tres hijos: Ignacio, María Rosa y María de las Mercedes, que se casó con Salvador de Samá, marqués de Marianao y de Villanueva y Geltrú.

## Distinciones honoríficas
- Gran Cruz de la Orden de Isabel la Católica (1919).[5]
- Legión de Honor.[5]